# Don Hastings
Donald Francis Hastings (New York, 1 april 1934) is een Amerikaans acteur.
Hij speelde Captain Video in de televisieserie DuMont Captain Video and His Video Rangers, die in de VS te zien was van 1949 tot 1955. In deze rol speelde hij een van de eerste superhelden op televisie gericht op jonge kinderen.
Van 1956 tot 1960 speelde hij de rol van Jack Lane in de soapserie The Edge of Night en sinds oktober 1960 speelt hij Dr. Bob Hughes in As the World Turns. Hastings houdt het record van het langst dezelfde televisierol spelen. 
Mede-ster in As the World Turns, Helen Wagner speelt haar rol al sinds 1956, maar ze verliet de serie na een paar maanden om later terug te komen.
Zijn broer Bob Hastings was ook acteur.